# La joven Renania
La Joven Renania fue una asociación de artistas fundada en Düsseldorf el 24 de febrero de 1919 por iniciativa del escritor Herbert Eulenberg y los pintores Arthur Kaufmann y Adolf Uzarski . Representó a los movimientos artísticos de la Secesión, el Expresionismo y la Vanguardia. La asociación tenía como objetivo servir a los intereses comunes de los jóvenes artistas renanos y organizar sus exposiciones.  A esta le precedió en 1918-1919 una asociación de escritores y artistas llamada “Neues Rheinland”, también promovida por Eulenberg.  El centro de actividad del grupo de jóvenes artistas de Renania era la galería del casco antiguo “Junge Kunst – Frau Ey”. Muchos de los artistas de la asociación estaban relacionados con el floreciente expresionismo renano capitaneado por August Macke de antes de la guerra.

## Trayectoria
En el momento de su fundación, Ernst te Peerdt y Christian Rohlfs eran miembros honorarios de la Joven Renania. La junta incluía a Heinrich Nauen, Fritz Westendorp, Adolf Uzarski, Eduard Sturm, Arthur Kaufmann, Alfred Fischer, Carl Moritz Schreiner e Irma Goecke. El comité asesor estaba formado por Hermann Burg, Walter Cohen, Herbert Eulenberg, Alfred Flechtheim, Franz Haniel, Karl Koetschau, Karl Ernst Osthaus, Gottlieb Reber, Richart Reiche, August Stein, Edwin Suermondt, Hermann von Wedderkop y el cónsul Friederich.
La primera exposición de la Joven Renania tuvo lugar en junio/julio de 1919 en la Kunsthalle de Düsseldorf con la participación de 113 artistas.  El nombre “La joven Renania” fue acuñado por el historiador del arte Walter Cohen, quien organizó una exposición titulada “La joven Renania” en el Kölnischer Kunstverein en 1918 donde expusieron 19 artistas.  A partir de 1921 apareció además la revista titulada “La joven Renania”. Su objetivo era crear un órgano de comunicación para el arte y la cultura que fuera independiente y que promoviera el arte de vanguardia. Además, en 1922 se celebró un congreso internacional que fue el mayor evento del grupo.
La Joven Renania formó parte de los numerosos grupos de intelectuales de izquierda de Alemania Occidental después de la Primera Guerra Mundial, que mantuvieron estrechos contactos e intercambios y participaron en actividades artísticas y literarias con eventos expositivos de alto nivel y también en actividades políticas. 

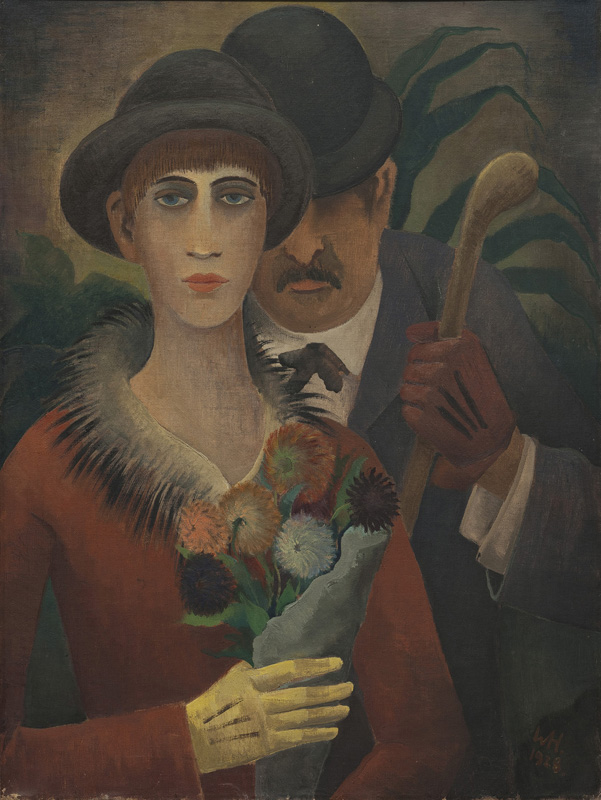
Werner Heuser: En las instalaciones (1928, óleo sobre lienzo)

La Joven Renania incluía, entre otros, a: 
- Jankel Adler,
- Mathias Barz,
- Lorenz Bösken,
- Arno Breker [5]
- Theo Champion,
- Otto Dix,
- Joseph Enseling,
- Alois Erbach,
- Artur Erdle,
- Max Ernst,
- Reinhold Ewald,
- Leopold Fleischhacker [6]
- Hans Füsser [7]
- Ernst Gottschalk,
- Bernhard Gobiet,
- Adolf de Haer,
- Werner Heuser,
- Ludwig ten Hompel,
- Peter Janssen,
- Curt Lahs,
- Carl Lauterbach,
- Ulrich Leman,
- Heinz May,
- Carlo Mense,
- Hermann Mühlen,
- Walter Ophey,
- Otto Pankok,
- Hans Rilke,
- Jupp Rübsam,
- Jean Paul Schmitz,
- Werner Schramm,
- Else Sehrig-Vehling,
- Richard Schwarzkopf,
- Karl Schwesig,
- Harriet Ellen Siderovna von Rathlef-Keilmann,
- Bernhard Sopher,
- los hermanos Otto y Karli Sohn-Rethel,
- Otto von Wätjen,
- Gert Heinrich Wollheim.

En 1926 el Grupo del Rin y la Joven Renania se unieron y en 1928 los artistas de estos grupos se reunieron bajo el paraguas de la Secesión Renana. Sin embargo, el Grupo del Rin no renunció a su independencia, mientras que la Joven Renania quedó disuelta de facto.  La Secesión Renana fue fundada por Julius Bretz junto con algunos amigos pintores. En 1930 tuvo lugar en la Städtische Kunsthalle de Düsseldorf la exposición anual de la Secesión Renana con una exposición en memoria de Walter Ophey.  En 1930, el Grupo del Rin abandonó la organización coordinadora de la Secesión Renana después de violentas disputas internas.
La rapidez con la que la comunidad artística de Düsseldorf fue "limpiada" después del nombramiento de Adolf Hitler como Canciller del Reich el 30 de enero de 1933, quedó demostrada por acciones como la demolición del monumento a los caídos en Rübsam en marzo de 1933 y la quema de libros de abril de 1933. El 28 de julio de 1933, el ministro de Ilustración Pública y Propaganda  emitió un decreto después de que las asociaciones de artistas y asociaciones artísticas se disolvieran y sus miembros fueran transferidos al sindicato de Bellas Artes del Reich. La Joven Renania y el Grupo del Rin desaparecieron formalmente en 1933. La Secesión Renana fue disuelta por decreto en 1938. 
En 1946 se restableció la Secesión Renana. Siguiendo la tradición una Nueva Secesión Renana se separó de ella en 1949 por iniciativa de Ludwig Gabriel Schrieber.
Con motivo del centenario de la fundación de la asociación, de febrero a junio de 2019 se celebró en el Museo Kunstpalast la exposición “Demasiado bella para ser verdad” – La joven Renania. En la exposición, así como en el catálogo adjunto, se encontraba, entre otras cosas, un retrato de grupo del círculo íntimo de Johanna Ey, pintado por Arthur Kaufmann en 1925.